# John Manchester Allen
Pour les articles homonymes, voir John Allen et Allen.
John Manchester Allen, né le 3 août 1901 à Cheadle et mort à la guerre le 28 novembre 1941 à Sidi Rezegh,, est un homme politique néo-zélandais.

## Biographie
Né dans le Staffordshire en Angleterre, il est diplômé du Pembroke College de l'université de Cambridge et s'établit comme fermier en Nouvelle-Zélande. "Manchester" est le nom de jeune fille de sa mère.
Il entre à la Chambre des représentants de Nouvelle-Zélande comme député de la circonscription de Hauraki aux élections de 1938. Soldat durant la Seconde Guerre mondiale, il est déployé en Égypte en janvier 1940 avec la Force expéditionnaire de Nouvelle-Zélande. En mai 1941 il est fait commandant du 21e bataillon d'infanterie de l'armée néo-zélandaise, et participe à la bataille de Crète. Il a le rang de lieutenant-colonel lorsqu'il meurt en novembre durant l'opération Crusader en Libye, à l'âge de 40 ans, la veille de son collègue parlementaire et soldat Arthur Grigg. Il est inhumé au cimetière militaire de Knightsbridge, à proximité de la route menant de Benghazi à Tobrouk,,,.